# Liernais
Liernais é uma comuna francesa na região administrativa da Borgonha-Franco-Condado, no departamento de Côte-d'Or. Estende-se por uma área de 28,55 km². Em 2010 a comuna tinha 515 habitantes (densidade: 18 hab./km²).